# 働かないふたり
『働かないふたり』（はたらかないふたり）は、吉田覚による日本の漫画作品。新潮社のWEBコミックサイト『くらげバンチ』にて、2013年12月20日から連載中。もともとは作者のブログに掲載されていた作品。「全国書店員が選んだおすすめコミック2015」で12位に選ばれた。

## あらすじ
対人恐怖症の妹・春子と、社交的で「エニート」な兄・守。対照的な性格だが、ふたりとも働いていない。そんなニート兄妹と家族や友人、お隣さんたちとの日常を描く。

## 登場人物

### 石井家の人々
石井 守（いしい まもる）
本作の主人公。推定年齢24〜26歳。石井家の働かない兄。一見陰気で口数も少なく、斜に構えたようだが、実際は家族思いの性格で友人も多い。ニートでありながら、コミュニケーション能力・手先の器用さなどさまざまなスキルに長けており、妹の春子からは「ニートのなかでもエリートの『エニート』」と称される。
普段は妹ともに夕方に起きて朝方に寝る生活を送っており、どこへ行くにもスウェット姿で過ごしている。兄妹仲が良く、夜通し一緒にゲームをしたりテレビ観るのが日課。また読書家で、毎月図書館から大量に本を借りてきて読んでいる。料理を得意としており、会社員である父の弁当はいつも守が作っている。
休日には友人の丸山と遠藤と3人で近所をぶらついたりする。また隣に住む倉木も交えて、家でゲームをしたり、近所の公園でお金のかからない遊びをしたりしている。
本を紹介するブログを書いているほか、自作の漫画が賞で最終選考まで進んだこともある。
春子によると昔は彼女らしき女性がいたとのこと。中学時代はサッカー部で、地元では有名な選手だった。ニートになる前はフリーターであり、アルバイトをして旅費を貯めては海外旅行をしていた。
上記の通り総じて能力が高く、なぜニートになったのか詳しい経緯は不明だが、父からは「今の状況もあの子なりに何か考えがあるのでは」と思われている。
石井 春子（いしい はるこ）
本作の主人公。石井家の働かない妹。推定年齢20〜22歳（守の4歳下）。星座はうお座。
対人恐怖症で人前に出るのが苦手。初期は家族以外とは会話もできず、声をかけられると逃げてしまっていた。しかし作中を通じて、兄の友人の丸山や隣人の倉木と知り合い、次第に打ち解けていく。
連載初期は顔がやや面長で他人から美人と言われたり女性として扱われることもあったが連載が進むにつれて顔が真ん丸になっていき、女性として扱われる機会も激減していった。
言葉遣いが独特で、驚いたり怯えたりするとよく「だよぉ」や「おわー」と言う。本来は横着でイタズラ好きな性格であり、兄の守に懐いていて、一緒にテレビを見たりゲームをするのが一番の幸せ。食い意地が張っており、大好物はハンバーグで、他にカレーや餅、牛乳も好き。守からは体重をネタによくからかわれている。
働くことに対して強い恐怖心を抱いており、母からは花嫁修業として家の手伝いをさせられているが、家事はまったくできない。外見にも無頓着で普段は兄同様、スウェットで過ごしている。しかし外出の際には母に強制され、よそ行きの服を着る。
勘が鋭いところがあり、占いに関しては恐ろしいほどの的中率を誇る。ただし本人にその自覚はなく、もっぱら丸山や倉木から一方的に畏怖されている。
友達付き合いが苦手な一方、幼少期から様々な理由で周囲から孤立している人間と仲良くなる傾向にある。また、おばあちゃん子であるためお年寄りと話すのは平気。
父
守と春子の父。会社員で役職は部長。温厚な性格で、働かないふたりを特に叱ることもなく温かく見守っている。だがそれ故、ふたりのイタズラのターゲットにされてしまうことも多い。かなりの親ばかで、子供たちの些細な行動に感動しては、妻に呆れられている。部下の戸川には息子の守を結婚相手としてしきりに薦めるが、常に断られている。落語やなぞかけが得意。
石井 和子（いしい かずこ）
守と春子の母。主婦。働かないふたりを日々叱咤し、守には就職活動を春子には花嫁修業を促す。とくに春子に対しては、将来を危惧して身だしなみや人付き合いについて口を酸っぱくして注意しており、春子から怖れられている。

### 守の友人
丸山 翼（まるやま つばさ）
守の友人。大卒で会社員をしており、守と遠藤とは小中学校からの同級生。元陸上部。
少々柄が悪そうに見えるが、気さくで友達思いな性格。彼女が出来たことがなく、常にモテようと腐心している。
休日にしばしば守の家を訪ね、春子とも知り合う。最初は怖がられていたものの、お菓子を与えるなどして仲良くなり、やがて倉木とともに石井家に入り浸るようになる。石井兄妹や遠藤からは、イタズラや無茶ぶりのターゲットにされることが多い。
合コン好きで守たちに自分のサポートを頼み合コンに挑むことが多い。合コンで知り合った千葉と親しくなるも千葉がニートである守との絶縁を要求したので付き合うことなく別れた。
会社では高田の教育係を務めている。友晴、高田、牧の3人に好意を持たれ人生最大のモテ期を迎えている。
三人兄弟の真ん中で、顔も性格もそっくりな、拓也（たくや）と潤（じゅん）という兄と弟がいる。実家暮らしであり、家族構成は父・母・兄・弟の5人＋猫（みみげ）。父親も顔がそっくりっである。
遠藤 たけし（えんどう たけし）
守の友人。丸山と同じく社会人で、守と丸山とは小中学校からの同級生。美人の姉ふたり（長女かもめ、次女つばめ）がいて、そのうえ彼女持ちのため、丸山から僻まれている。また母親と祖母も美人である。守と丸山とは、休日に一緒に遊ぶことが多い。その際は守と結託して丸山に悪ふざけを仕掛けるが、本人は周囲の人間と比べてユーモアが欠けていることにコンプレックスを抱いている。守や丸山からはデリカシーがない、サイコパスであるなどといじられている。10年後の世界では海外で暮らしており、娘がいることが描写されている。
稲森 佳子（いなもり かこ）
遠藤の彼女。会社の同僚で、遠藤の2歳年上。
美人で巨乳かつ自由人であり、春子にちょっかいを出しては逃げられていた。戸川とは友人同士。戸川の同人誌即売会の手伝いもしている。交友関係が広く、オーストラリア人の友人がいる。web掲載時には名前は「雪森 志穂（ゆきもり しほ）」だった。戸川のことを「戸川っち」と呼ぶ。
西口（にしぐち）
守たちの中学時代の同級生。細身だったが筋力トレーニングによって筋肉質な体を手に入れた。よく守に猫をおごってもらっている（猫のよく来るスポットを教えてもらうなど）。髭を生やしており、スーツ姿だと丸山の上司である部長に似ている。ユキに一目惚れしたがその後すれ違いが多くなかなか出会えていない。
牧（まき）
守たちの小中学時代の同級生。美人だがいつもにらみを利かせているため近寄りがたいオーラがある。
昔から丸山のことが気になっているがなかなか素直に言い出せないでいる。丸山が中学時代に別な子に書いたラブレターを持っており、それで丸山をゆする、という口実で連絡を取っている。ひょんなことから春子と知り合う。
嶋（しま）
守たちの中学時代の同級生。胸がかなり大きいが肩幅もあり太りやすい。がさつなところが多く、周囲には「美人なのに」「残念な美人」と思われている。
コールセンター勤務でストレスをため込みやすい。守、丸山、遠藤、西口が遊んでいるところに出くわすことが多く、そのまま一緒に遊ぶことが多くなる。守のことがやや嫌い。歌ってるときなど意識してないときの声がかなり大きい。
鈴木（すずき）
守たちの中学時代の同級生。漫画に詳しいことを守が覚えていたことにより、久しぶりに再会する。

### 春子の友人
瀬野 ユキ（せの ユキ）
春子の高校時代からの友達。大学生。春子曰く「ケンカが強いヤンキー」で、かなりの大柄であり、父の指導のもと幼いころから体を鍛えている。しかし、口下手で誤解されがちだが、内面的には普通の女の子であり、人見知りの激しい春子が対等に話せる数少ない人物のひとり。がさつな自分にコンプレックスを感じ、おしゃれや女の子らしさに憧れを抱いている。正義感が強く短気な一面を持っており、イジメといった悪事を行う人間を見ると怒って暴力を振るうことから孤立することが多かった。それを理解してくれた春子と友達になる。殺気を飛ばして動物や感覚の鋭い人を威圧する能力があり猫と守に効いた。お酒にとても強かったり、片手懸垂ができたりもする。
大学に入って好きな人ができたことで、春子のもとによく相談に訪れるようになる。型破りな父と姉に手を焼いている。上記の相手には失恋したが、西口に一目惚れされている。
髪が異様に硬く、整髪料を使って別な髪形にしてもすぐに元の髪型に戻ってしまう。
本田 友晴（ほんだ ともはる）
春子の高校時代からの友達。大学生。
人目を引くほどの美男子。カフェでアルバイトをしている。高校時代に男性を好きになったことから孤立し、春子と仲良くなった。当時について「たまたま好きになった人が男だっただけで、次は普通の恋愛をする」と振り返っていた。現在は丸山のことが気になっているため、丸山に出会うためにレンタルビデオショップのアダルトコーナーへよく行く。
アソコがでかいことを丸山と西口に疎まれており、二人からしつこく「スマチン」（後述）対戦を申し込まれる。
宮内 あかね（みやうち あかね）
春子の中学時代からの友達。春子からは「あかねちん」と呼ばれる。春子曰く「美人でオシャレですごくモテる子」。女子に人気の男子達と付き合っていたことがあり、女子達からは嫌われていた。優秀な姉と姉ばかりを贔屓する両親という家庭で育ったので自己評価が低い一面を持っている。
キャバクラで働いており、「レナ」という名で呼ばれている。顔を整形していたが春子は再会してすぐ気づいていた。自身に対する負い目から春子に会うのを躊躇していたが、客として訪れた丸山の発言がきっかけで、会いに行く決心が着いた。整形したことを再会した同級生たちに揶揄されるも、後にその内の一人に本当は虐めたくなかったがクラスのカースト上位の女子たちに迎合してしまったと謝罪され受け入れた。整形手術をしたことで実家と絶縁状態だったが、偶然再会した姉から離婚したこと、自由に生きるあかねがうらやましかったことを告げられ姉とは和解している。
最近では春子、ユキと共に行動することが増えている。
多恵（たえ）
春子の小学校時代からの友達。春子からは「たえちん」と呼ばれる。春子曰く「学級委員長でまじめな子でした」。
受験失敗後引きこもっていた。以前春子と過ごしたときよりかなり太っていたが、春子は再会してすぐに多恵だと気づいた。
春子、ユキ、あかねと行動を共にすることが増えていく。

### その他
倉木 美香（くらき みか）
石井家の隣のアパートに住むOL。推定年齢27歳。12月27日生まれ。自宅の窓からは守の部屋が見えるため、消灯しつつ守の部屋を覗くのが日課。
石井家の隣に越してきた当初は不眠に悩まされており、窓から見える石井兄妹を「アホ兄妹」と呼び呆れていた。しかし、能天気な守と春子を見ているうちに色々なことがどうでもよくなり、よく眠れるようになったため、ふたりに感謝すると同時に興味をもつようになる。そして、夜には自宅から2人の生活を覗き見るというストーカーまがいの生活をするようになる（本人もストーカーという自覚を持っている）。
やがて、ふたりと知り合いになり、丸山と同様、休日には石井家を頻繁に訪れるようになる。守・春子・丸山と4人で遊ぶことが多く、対人恐怖症の春子からは最初は警戒されていたものの、次第に懐かれるようになる。また、春子を通してユキと知り合ってからは、おしゃれや恋愛の指南を依頼され、3人でよく一緒に出掛けるようになった（あかね登場でその3人での行動は激減した）。
親密になってからも夜に兄妹の生活を覗く行為はやめておらず、守と春子も倉木が自分たちを覗いていることには気づいていない。ふたりが就職してしまうと日常を覗くことが困難になるため、彼らのニート生活を維持しようとしている。
戸川 葉（とがわ よう）
石井父の部下。クールで無口なOL。宮崎出身。守の二つ上。
本が好きで、小説の同人誌即売会にも参加している。同じ本好きの守とは奇妙な縁があり、実はお互いを認識する前から、たびたび接点をもっている。また、稲森さんとは友人同士。
守との交流を通して心境の変化に至り、秘めていた夢を追う決心をする。そのために会社を退職し本格的に創作活動に取り組んでいる。野口家の娘(めい)になぜかライバル視されている。
守の同級生だった嶋に恋人かと聞かれ「友人」と返答して嶋を安心させた。
増山（ますやま）
石井父の同僚。娘に煙たがられていることを気にしており、石井父によく相談している。しかし、娘の彼氏(鉄太)のことを気に入っている。
瀬野 大十郎 (せの だいじゅうろう)
ユキの父。無職。ユキとアキを幼いころから訓練し、自身も修行のために山篭りを行うなど、常に身体を鍛えている。顔に大きな傷があり、筋骨隆々でいつもタンクトップを着ている。
熊と戦おうとする、店のガラスに気づかず突き破る、車にはねられても無傷でいるなど、常軌を逸する行動が多く、ユキ曰く「すっごいバカ」。また、人の家に上がる際には玄関を通らず、窓から直接跳び込んでくる。
他人の心の弱さを受け止める度量と視野の広さを持っており、出会ったばかりの妻を始めとした人々に前向きな言動で良い影響を与えている。
瀬野 アキ（せの アキ）
ユキの姉。無職。幼いころ母の外見を侮辱されたことを機に父の修行を受け始める。常に素手で戦う父とは異なり、あらゆる武器を使いこなす。また、人の家に上がる際には玄関を通らず、窓から直接跳び込んでくる。ニートでありながら、様々な素質を持つ守のことを評価している。
瀬野母
ユキの母。看護師。子供のころの事故が原因で、顔の右上に大きな火傷痕がある。瀬野家の他の人々とは違い、武術を修めてはいないが、アキからは「ウチで一番強い」と言われている。
瀬野祖父
ユキの祖父。接骨院を営んでいる。治療は荒っぽく、院からは患者の悲鳴が絶えないが、腕は確か。また漢方にも詳しく、特製の入浴剤やトリートメントは使うと肌や髪がつやつやになる。ただし、ものすごく臭い。守に足つぼを教えるなど親交が続いている。
すみよ
石井家の近所に住んでいる初老の女性。何年か前に旦那さんを亡くしている。散歩の途中で体調を崩していたところを守に助けられたのが縁で、守やその友人たちと交流をもつようになる。庭つきの家にひとりで暮らしており、独立した息子がいるが現在は疎遠になっている。
飯塚（いいづか）
初老の男性。60歳代。当初は石井兄妹を恋人と思っていたが、兄妹であったことを知った。昔は家族も顧みない仕事一辺倒だったが、守の出会いを機に心を軟化させていく。
家を出て行った妻と独立して家庭を持っている息子が存在する。息子とは和解し、その妻子である息子の嫁・さくらと孫を守達の処に連れて行って一緒に遊ぶ様になった。
会社員時代は部下想いのまっすぐな性格から彼らに慕われていたが、上層部と衝突して早期退職する羽目となったらしい。守、大十郎とよく将棋をさしている。新しいことに取りくもうという姿勢が強い。
家を出て行った妻が再婚したことを息子から知らされる。
大平（おおひら）
飯塚の会社での元部下で、飯塚を尊敬している。お土産をよく持ってきている。
野口家（のぐち）
父親のしんご、母親のはなえ、娘のめいの三人家族。ふとしたことで守と知り合いになった。無職の三人（守、飯塚、大十郎）がめいの面倒を見てあげるなど、信頼関係を築いている。
京子（きょうこ）
シングルマザーで子育てに困っているところを守たちに助けられる。かえでという娘がいる。子育てに悩みの多い野口家や飯塚の息子嫁とも親交がある。
幸恵（さちえ）
石井和子の中学の同級生。和子とバッタリ再会し、それ以降二人でよくお茶をしている。守と同年代の息子がいる。
高田 まなみ（たかだ まなみ）
丸山の勤める会社の後輩。女子高、女子大卒。丸山に仕事を手伝ってもらって以来、ラーメンを食べるために丸山を誘う、丸山がいい匂いだといった香水をつける、など丸山を意識しており、恋愛感情をもっている。いまのところ丸山はそれに気づいていない。猫が好き。
ちえ
高田の友人。丸山が凝視するほど胸が大きい。高田と出会う度に丸山との話を聞き、丸山と絶対付き合えると断言するが高田が気後れする。
桜場（さくらば）
高田の会社の同期。美人であるが度々高田の邪魔をしている。
部長
丸山や高田の上司。仕事に厳しく顔が怖いので丸山に恐れられているが、視野が広く人の本質を捉える能力を持った有能な人物である。また、高田が丸山に恋心を抱いていることに気づいており、それとなくフォローをする。
大橋 ゆみ（おおはし ゆみ）
A型やぎ座。倉木の会社の上司で彼氏募集中。倉木と大橋、富田の三人で一緒にいることが多い。
富田（とみた）
倉木の同僚、大橋曰く「マンガみたいな胸した女」というくらいの巨乳だが、それに悩んでる節がある。SNSの反応に一喜一憂する今時女子。BL趣味がある。高校では陸上部。
樋口 早苗（ひぐち さなえ）
32歳。友晴の勤めているカフェで店員をしている。友晴に片想い中。友晴目当ての女性客に睨まれる事にストレスを感じており、丸山に癒しを求めてしまう事から友晴と丸山の取り合いになってしまう場合もある。

## 作中のイベント
彼らの生活、遊びにおいてさまざまなイベントが行われている。その一部。
合宿シリーズ
布団を守の部屋に持ち込み寝落ちするまで行う。ゲーム合宿、映画合宿、読書合宿がある。
上映会シリーズ
爆音映画上映会、海外ドラマ一話目上映会。
ピクニック
お弁当を作ってお決まりの場所にピクニックにいくこと。雪の日や朝日をみるためなど目的がそれぞれある。仲良くなって以来倉木や丸山も参加することがある。
石井祭り
石井家のイベント。祭りっぽい料理を食べるだけのこと。
イケメンカードバトル（ICB）
ランダムにカードを五枚引き、カードに書いてある言葉(グラサン、ロン毛、アホ、名前が木村拓哉、など。)の人物で一番のイケメンを決める大会。レアカードも存在する。初回優勝者は倉木。
スマッシュチンコゲーム（スマチン）
銭湯で開脚して座り、泡立てた固形石鹸を滑らせて相手の股間を狙うという謎過ぎるゲーム。もっぱらアソコがでかい友晴が丸山や西口に参戦させられる。トールハンマーという大技も存在する。スマチン in winterやスマチン in summerという派生型も存在するが、やり方は違えど股間を狙うという主旨は変わらない。友晴が強い。またゲームの際は頻繁に大十郎が仕切るため、「スマチン親父」と呼ばれている。
春子のタロット占い
春子がお手製のタロットで相手のことを占う。占い方は主に春子が春子の部屋にいる際に占い希望者から提供されたお菓子を守が春子に渡し、閉じられた春子の部屋の扉の下から一枚カードが出てくる、というもの。一般的な大アルカナではなく、春子が勝手に作ったカード（例えば「丸山」や「灯台下暗し」など）が出てくる。また、タロットに限らず春子の占いは必ず何かしら当たっているため、丸山や倉木から恐れられている。

## 書誌情報
- 吉田覚『働かないふたり』新潮社〈BUNCH COMICS〉、既刊35巻（2025年8月7日現在）
  1. 2014年5月9日発売[3][4]、ISBN 978-4-10-771744-3
  2. 2014年8月9日発売[5][6]、ISBN 978-4-10-771765-8
  3. 2014年11月8日発売[7][8]、ISBN 978-4-10-771782-5
  4. 2015年4月9日発売[9][10]、ISBN 978-4-10-771811-2
  5. 2015年7月9日発売[11]、ISBN 978-4-10-771832-7
  6. 2015年11月9日発売[12][13]、ISBN 978-4-10-771852-5
  7. 2016年2月9日発売[14]、ISBN 978-4-10-771877-8
  8. 2016年7月9日発売[15]、ISBN 978-4-10-771905-8
  9. 2016年11月9日発売[16]、ISBN 978-4-10-771932-4
  10. 2017年2月9日発売[17]、ISBN 978-4-10-771956-0
  11. 2017年6月9日発売[18]、ISBN 978-4-10-771988-1
  12. 2017年10月7日発売[19]、ISBN 978-4-10-772018-4
  13. 2018年3月9日発売[20]、ISBN 978-4-10-772061-0
  14. 2018年7月9日発売[21]、ISBN 978-4-10-772102-0
  15. 2018年11月9日発売[22]、ISBN 978-4-10-772136-5
  16. 2019年4月9日発売[23]、ISBN 978-4-10-772178-5
  17. 2019年8月9日発売[24]、ISBN 978-4-10-772212-6
  18. 2019年12月9日発売[25]、ISBN 978-4-10-772243-0
  19. 2020年4月9日発売[26]、ISBN 978-4-10-772276-8
  20. 2020年8月6日発売[27]、ISBN 978-4-10-772308-6
  21. 2020年12月9日発売[28]、ISBN 978-4-10-772350-5
  22. 2021年4月9日発売[29]、ISBN 978-4-10-772381-9
  23. 2021年8月6日発売[30]、ISBN 978-4-10-772418-2
  24. 2021年12月9日発売[31]、ISBN 978-4-10-772455-7
  25. 2022年4月8日発売[32]、ISBN 978-4-10-772490-8
  26. 2022年8月8日発売[33]、ISBN 978-4-10-772527-1
  27. 2022年12月8日発売[34]、ISBN 978-4-10-772553-0
  28. 2023年4月7日発売[35]、ISBN 978-4-10-772593-6
  29. 2023年8月8日発売[36]、ISBN 978-4-10-772634-6
  30. 2023年12月8日発売[37]、ISBN 978-4-10-772673-5
  31. 2024年4月9日発売[38]、ISBN 978-4-10-772707-7
  32. 2024年8月7日発売[39]、ISBN 978-4-10-772739-8
  33. 2024年12月9日発売[40]、ISBN 978-4-10-772778-7
  34. 2025年4月9日発売[41]、ISBN 978-4-10-772817-3
  35. 2025年8月7日発売[42]、ISBN 978-4-10-772861-6